# Сулдус
Сулдус, сулдуз (монг. сүлдүс, сүлдэс, сүлдүсүн, сүлдэн) — монгольское племя, вошедшее в империю Чингисхана в начале XIII века.
Сулдусы входили в общность дарлекин-монголов (монголов вообще). Существует версия, что название племени дало одноимённое степное растение, якобы густо росшее в землях, где кочевали сулдусы. С конца XII века часть сулдусов вместе с бэсутами и бааринами вошла в состав тайджиутов, попав в подчинённое положение — «унаган богол». После разгрома тайджиутов одна из больших групп сулдусов в составе войск Чингисхана расположилась на Дешт-и-Кипчаке и частично на территории современного Узбекистана, а также на севере Афганистана, потом перейдя также на Азербайджан и Иран. В сарае Чингисхана часть самых авторитетных эмиров была из сулдусов, за большую помощь в войне с тайджиутами.
Из племени Сулдус происходил Сорган-Шира — один из девяти нукеров Чингисхана. Сыновья Сорган-Ширы, Чилаун и Чимбай, были командирами личной гвардии Чингисхана — кешиктена. Потомками Чилауна была основана династия Чобанидов, представители которой занимали высокие должности в улусе Хулагу, а впоследствии основали собственное государство на территории Иранского Азербайджана. Потомки чобанидов в составе хазарейцев известны под именем дай чопан. Дочь Сорган-Ширы Хадаан была одной из жён (наложниц) Чингисхана.
В настоящее время потомки сулдусов среди монгольских народов отмечены на территории Внутренней Монголии (род Султус), а также в провинции Ганьсу (род Солтус в составе шира-югуров). На территории самой Монголии также известны носители родовых фамилий Сүлдэс, Сүлдүс, Сүлдэн, Сүлдэд, Сүлдүүд.